# Lista de candidatas a supernova
Segue abaixo uma lista de candidatas a supernova, ou estrelas que os astrônomas suspeitam ser progenitoras de tais eventos. As progenitoras das supernovas tipo II incluem as estrelas de no mínimo de 10 massas solares que se encontram nos estágios finais de sua evolução (Exemplares proeminentes de estrelas nessa faixa de massa incluem Antares, Spica, Gamma Velorum, Mu Cephei, e membros do Aglomerado Quíntuplo). As progenitoras das supernovas tipo Ia são anãs brancas próximas ao limite de Chandrasekhar de aproximadamente 1.38 massas solares que não atraem massa de uma estrela companheira. Esta lista inclui estrelas Wolf-Rayet massivas, que podem se tornar supernovas tipo Ib e Ic.
A lista abaixo não é completa*
| Identificador    | Época J2000   | Época J2000  | Constelação | Distância (anos-luz) | Classe espectral | Notas                    |
| Identificador    | A. R.         | Dec.         | Constelação | Distância (anos-luz) | Classe espectral | Notas                    |
| ---------------- | ------------- | ------------ | ----------- | -------------------- | ---------------- | ------------------------ |
| IK Pegasi        | 21h 26m 26.7s | +19° 22′ 32″ | Pegasus     | 150                  | A8m:/DA          | [ 4 ] [ 5 ]              |
| Alpha Lupi       | 14h 41m 56s   | -47° 23′ 17″ | Lupus       | 550                  | B1.5             | [ 6 ]                    |
| Antares          | 16h 29m 24s   | -26° 25′ 55″ | Scorpius    | 600                  | M1.5Iab-b        | [ 7 ]                    |
| Betelgeuse       | 05h 55m 10.3s | +07° 24′ 25″ | Orion       | 640                  | M2Iab            | [ 1 ] [ 8 ]              |
| Pi Puppis        | 7h 17m 08s    | -37° 05′ 51″ | Puppis      | 1.100                | K3 Ib            |                          |
| 119 Tauri        | 05h 32m 12.8s | +18° 35′ 40″ | Taurus      | 1.700                | M2Iab-Ib         |                          |
| RS Ophiuchi      | 17h 50m 13.2s | –06° 42′ 28″ | Ophiuchus   | 1.950–5.200          | M2III/D          | [ 9 ] [ 10 ]             |
| HD 168625        | 18h 21m 19.5s | −16° 22′ 26″ | Sagittarius | 2.200                | B6Ia             | [ 11 ]                   |
| Mu Cephei        | 21h 43m 30.5s | +58° 46′ 48″ | Cepheus     | 2.400                | M2Ia             | [ 3 ]                    |
| T Pyxidis        | 09h 04m 41.5s | −32° 22′ 48″ | Pyxis       | 3.260                |                  | [ 12 ] [ 13 ]            |
| HD 179821        | 19h 13m 58.6s | +00° 07′ 32″ | Aquila      | 3.300                | G5Ia             | [ 14 ] [ 15 ]            |
| VY Canis Majoris | 07h 22m 58.3s | −25° 46′ 03″ | Canis Major | 4.900                | M5eIa            | [ 8 ] [ 16 ]             |
| Eta Carinae      | 10h 45m 03.6s | −59° 41′ 04″ | Carina      | 7.000–8.000          | Wolf-rayet       | [ 17 ] [ 18 ]            |
| WR 104           | 18h 02m 04.1s | –23° 37′ 41″ | Sagittarius | 8.000                | WC9d/OB          | [ 19 ] [ 20 ]            |
| IRC+10420        | 19h 26m 48.1s | +11° 21′ 17″ | Aquila      | 10.000-23.000        | F8Ia+            | [ 21 ] [ 22 ]            |
| Rho Cassiopeiae  | 23h 54m 23.0s | +57° 29′ 58″ | Cassiopeia  | 12.000               | G2Ia0e           | [ 23 ]                   |
| Wray 17-96       | 17h 41m 35s   | -30° 06′ 39″ | Scorpius    | 15.000               | B3               |                          |
| Sher 25          | 11h 15m 07.8s | −61° 15′ 17″ | Carina      | ~20.000              | B1.5Iab          | [ 24 ]                   |
| HD 179821        | 19h 13m 58.6s | +00° 07′ 32″ | Aquila      | 20.000               | G5Ia             | [ 15 ] [ 25 ]            |
| V445 Puppis      | 07h 37m 56.9s | –25° 56′ 59″ | Puppis      | 27.000               |                  | [ 26 ]                   |
| U Scorpii        | 16h 22m 30.7s | –17° 52′ 42″ | Scorpius    | 39.000               |                  | [ 27 ]                   |
| KPD1930+2752     | 19h 32m 14.9s | +27° 58′ 35″ | Cygnus      |                      | sdB/D            | [ nota 1 ] [ 28 ] [ 29 ] |